# María Tsiartiáni
María Tsiartiáni, (en grec moderne : Μαρία Τσιαρτσιάνη), née le 21 octobre 1980, est une joueuse de beach-volley grecque. 
Elle participe aux Jeux olympiques d'été de 2008 avec pour équipière Thália Koutroumanídou puis à ceux de 2012 avec Vassilikí Arvaníti.
Elle est médaillée d'argent avec Vassilikí Arvaníti aux Championnats d'Europe de 2012 à Schéveningue.